# Assassin's Creed Origins
Assassin's Creed Origins er et action-adventure open world spil, som er udviklet af Ubisoft Montreal og udgivet Ubisoft. Det er det tiende spil i Assassin's Creed serien. Spilet forgår 49-47 før Kristi fødsel i Egypten. Spillet er udgivet på Microsoft Windows, PlayStation 4 og Xbox One.

## Gameplay
Assassin's Creed Origins er et action-adventure stealth spil spillet fra et tredjepersonsperspektiv . Spillere gennemfører quests-lineære scenarier med faste mål-at gå videre gennem historien, optjene erfarings point og erhverve nye færdigheder. Uden for missionere kan spilleren frit omgå det åbne verdens miljø til fods, hest, kamel, heste-køretøjer eller båd for at udforske steder, udfylde valgfrie side missioner og låse op for våben og udstyr.

## Plot
Spilleren tager rollen som Medjaien Bayek og hans kone Aya, hvor de skal beskytte folket af det ptolemeiske kongeriget og samtidig leder de efter morderen af deres søn. Pharaohen Ptolemy XIII som kæmper for at holde fast på magten, mens han har ambitioner om at udvide sit kongerige, samtidig prøver hans søster Cleopatra at få fat i magten fra sin bror. Samtidig bliver den romerske republik mere og mere involveret i borger krigen mellem Ptolemy og Cleopatra. Imens man følger Aya og Bayak, ser man, hvordan "broderskabet" blev skabt.

## kilder
1. ↑  "Assassin's Creed: Origins". Assassin's Creed Wiki. Hentet 13. september 2018.